# Gierłoż (powiat ostródzki)
Gierłoż (niem. Görlitz) – osada w Polsce położona nad rzeką Drwęcą w województwie warmińsko-mazurskim, w powiecie ostródzkim, w gminie Ostróda. Siedziba sołectwa. W latach 1975–1998 miejscowość należała administracyjnie do województwa olsztyńskiego.

## Historia
Wieś złożona około 1437 r. W dokumentach z 1530 r. pojawia się informacja, iż Kwiryn Schick nadał niejakiemu Marcinowi, za wierną służbą w wojnie jeźdźców, karczmę w Gierłoży wraz z czterema włókami. Z zapisów z 1548 r. wynika, że majątek ziemski leżał odłogiem. W 1551 r. odkupiono od dotychczasowego właściciela karczmę a siedmiu chłopów z Kajkowa wykarczowało niewielka część lasu, leżąca wokół Gierłoży. W roku 1557 książę Albrecht nadał Janowi z Witramowa, staroście z Pasłęka, jedna włókę w Gierłoży oraz prawo budowy wiatraka w Napromku. W tym czasie majątek ziemski liczył 13 włók. W 1564 r. las należący do majątku książęcego karczowało ośmiu chłopów przez sześć tygodni. W 1607 r. w majątku książęcym odrabiało szarwark 21 chłopów z Lipowa, 25 z Reszek oraz 8 z Samborowa. Pracowali przy zbiorze siana i zbóż. W okresie zimowym w majątku znajdowało się 166 sztuk bydła, 25 koni i tysiąc owiec. Folwark obejmował 450 mórg ziemi.
W 1624 r. wdowa von Ölsnitz sprzedała Jerzemu Miliczowi młyn w Gierłoży. W latach 1696–1702 owczarnię liczącą 1500 owiec dzierżawił Marcin Schultz. Według danych z 1714 r. folwark wraz z owczarnia (szafarnią) obejmował 28 włók i 6 mórg ziemi. Szarwark odrabiało 11 chłopów z Turznicy, 7 z Samborowa i 6 z Reszek. W 1718 r. majątek królewski dzierżawił Chrystian Petrykowski. W 1776 t. szarwark odrabiało dwa razy w tygodniu 21 chłopów z okolicznych wsi. W tym okresie w folwarku były dwa domy z piętnastoma mieszkańcami.
W 1820 r. w folwarku było 18 domów z 120 mieszkańcami. W 1895 r. folwark obejmował 517 ha ziemi i zamieszkany był przez 102 mieszkańców. W 1925 r. do Gierłoży należało 1102 ha ziemi i mieszkały tu 174 osoby. W 1939 r. we wsi było 149 mieszkańców.